# Takykardia
Takykardia er en dansk musikgruppe bestående af Troels Dankert (vokal), Luna Matz (tangenter) og David Nedergaard (trommer og percussion).
Blandt gruppens første udgivelser er nummeret Immortalized fra august 2017,
og de albumdebuterede i 2020 med Better som blev favorabelt anmeldt af både Gaffa og Soundvenue.
Gruppen har udgivet flere musikvideoer, hvor "Ode to Angst" er optaget på Thorvaldsens Museum.

## Diskografi
- Better (2020)